# Qamishli
Al-Qamishli (în arabă القامشلي, kurdă Qamișlo, siriacă ܩܡܫܠܐ Qamišlo sau ܒܝܬ ܙܐܠܝ̈ܢ Beṯ Zālin) cunoscut și ca Al-Qamishly, Kamishli sau Kamishly, este un oraș în nord-estul Siriei, la granița cu Turcia. Se învecinează cu orașul turc Nusaybin și este aproape de Irak. Acesta este parte a Guvernoratului Al-Hasaka, și este capitala administrativă a Districtului Al-Qamishli din cadrul guvernoratului.

## Clima
| Date climatice pentru Al-Qamishli        | Date climatice pentru Al-Qamishli | Date climatice pentru Al-Qamishli | Date climatice pentru Al-Qamishli | Date climatice pentru Al-Qamishli | Date climatice pentru Al-Qamishli | Date climatice pentru Al-Qamishli | Date climatice pentru Al-Qamishli | Date climatice pentru Al-Qamishli | Date climatice pentru Al-Qamishli | Date climatice pentru Al-Qamishli | Date climatice pentru Al-Qamishli | Date climatice pentru Al-Qamishli | Date climatice pentru Al-Qamishli |
| Luna                                     | Ian                               | Feb                               | Mar                               | Apr                               | Mai                               | Iun                               | Iul                               | Aug                               | Sep                               | Oct                               | Nov                               | Dec                               | Anual                             |
| ---------------------------------------- | --------------------------------- | --------------------------------- | --------------------------------- | --------------------------------- | --------------------------------- | --------------------------------- | --------------------------------- | --------------------------------- | --------------------------------- | --------------------------------- | --------------------------------- | --------------------------------- | --------------------------------- |
| Maxima medie °C (°F)                     | 10.9 (51,6)                       | 12.6 (54,7)                       | 16.7 (62,1)                       | 22.1 (71,8)                       | 29.2 (84,6)                       | 36.1 (97)                         | 40.3 (104,5)                      | 39.8 (103,6)                      | 35.4 (95,7)                       | 28.3 (82,9)                       | 19.3 (66,7)                       | 12.7 (54,9)                       | 25,3 (77,5)                       |
| Minima medie °C (°F)                     | 2.7 (36,9)                        | 3.5 (38,3)                        | 6.3 (43,3)                        | 10.3 (50,5)                       | 14.9 (58,8)                       | 20.0 (68)                         | 23.5 (74,3)                       | 23.0 (73,4)                       | 19.5 (67,1)                       | 15.0 (59)                         | 8.8 (47,8)                        | 4.4 (39,9)                        | 12,7 (54,8)                       |
| Precipitații mm (inches)                 | 77.5 (3.051)                      | 71.9 (2.831)                      | 68.2 (2.685)                      | 59.0 (2.323)                      | 29.0 (1.142)                      | 2.2 (0.087)                       | 0.3 (0.012)                       | 0.1 (0.004)                       | 0.8 (0.031)                       | 18.0 (0.709)                      | 38.5 (1.516)                      | 66.9 (2.634)                      | 432,4 (17,024)                    |
| Nr. de zile cu precipitații              | 11                                | 11                                | 11                                | 10                                | 6                                 | 1                                 | 0                                 | 0                                 | 0                                 | 4                                 | 7                                 | 10                                | 71                                |
| Sursă: World Meteorological Organization |                                   |                                   |                                   |                                   |                                   |                                   |                                   |                                   |                                   |                                   |                                   |                                   |                                   |